# Symphonie no 101 de Joseph Haydn
« L'horloge »
La Symphonie no 101 en ré majeur « L'horloge » Hob. I: 101 fait partie des douze symphonies londoniennes de Joseph Haydn. Elle doit son surnom au rythme « tic-tac » présent tout au long du deuxième mouvement. Les trois derniers mouvements ont été écrits en Autriche. Le premier mouvement a été terminé en Angleterre. La symphonie a été créée, sous la direction du compositeur, à Londres le 3 mars 1794.

## Instrumentation
| Instrumentation de la symphonie no 101                             |
| Cordes                                                             |
| Premiers violons, seconds violons altos, violoncelles contrebasses |
| Bois                                                               |
| 2 flûtes, 2 hautbois, 2 clarinettes en la, 2 bassons               |
| Cuivres                                                            |
| 2 cors en ré, 2 trompette en ré                                    |
| Percussions                                                        |
| timbales en ré et la                                               |

Lors de la création, Joseph Haydn dirige l'orchestre au pianoforte.

## Analyse

### Adagio - Presto
Début du premier thème du Presto joué par les premiers violons.
La lecture audio n'est pas prise en charge dans votre navigateur. Vous pouvez télécharger le fichier audio.